# 1954 en Grèce
Chronologie de la Grèce
- 1950
- 1951
- 1952
- 1953
- 1954
- 1955
- 1956
- 1957
- 1958

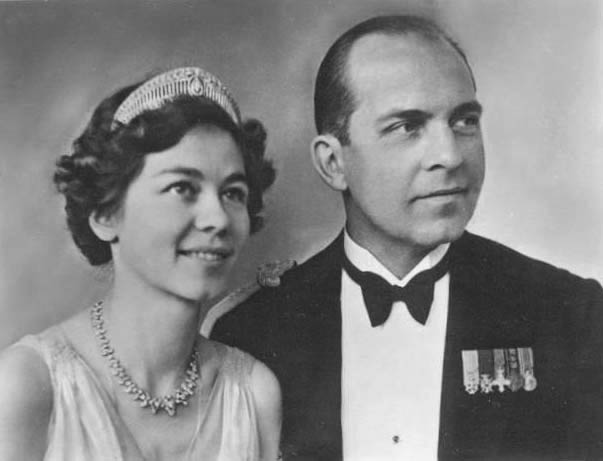
La reine Frederika et le roi Paul Ier de Grèce, initiateurs de la croisière des rois.

Cette page concerne les évènements survenus en 1954 en Grèce  :

## Évènement
- 30 avril : Séisme de Sofádes (en)
- 23 août-3 septembre : Croisière des rois
- Découverte de la tombe macédonienne du jugement, à Lefkádia (Macédoine-Centrale).

## Sortie de film
- Le Bataillon des va-nu-pieds
- La Belle d'Athènes
- Joyeux Départ
- Le Réveil du dimanche
- Thanassakis, le politicien
- Une demoiselle de... 39 ans
- Vendeurs à la sauvette
- Ville magique

## Sport
- Coupe de Grèce de football (1953-1954) (en)
- Coupe de Grèce de football (1954-1955) (en)
- Championnats Panhelléniques (1953-1954) (en)
- Championnats Panhelléniques (1954-1955) (en)

## Création
- 9e division blindée (en)
- Base aérienne d'Héraklion (en), base américaine.
- Commission grecque de l'énergie atomique (en)
- Gare de Patras
- Makedonikos Siatista F.C. (en), club de football.
- Progressive Party (Greece) (en)
- Sklavenítis, chaîne de magasins.

## Naissance
- Dóra Bakoyánni, personnalité politique.
- Evángelos Bassiákos, personnalité politique.
- Sákis Boulás, acteur et chanteur.
- Theódoros Fortsákis, personnalité politique.
- Efstathía Georgopoúlou-Saltári, personnalité politique.
- Angélique Ionatos, compositrice et chanteuse.
- Merópi Kaldí, personnalité politique.
- Liána Kanélli, journaliste et députée.
- Geórgios Marínos, personnalité politique.
- Thomás Mávros, footballeur.
- Stélios Papaflorátos, footballeur.
- Athanásios Petrákos, mathématicien et personnalité politique.
- Grigórios Psarianós, personnalité politique.
- Panayótis Skouroliákos, personnalité politique.
- Yórgos Toússas, personnalité politique.
- Nádia Valaváni, économiste et personnalité politique.

## Décès
- Maríka Kotopoúli, actrice de théâtre.
- Níkos Ploumpídis, cadre dirigeant du Parti communiste grec.
- Angelikí Panagiotátou, médecin et microbiologiste.